# Octav Vorobchievici
Octav Vorobchievici (n. 19 aprilie 1896 , Bârlad – d. 7 aprilie 1987, Roșiorii de Vede) a fost ofițer de carieră, diplomat, scriitor român.

## Biografie
19 aprilie 1896 - Se naște la Bârlad Octav Vorobchievici, fiul lui Constantin Vorobchievici (1866-1908 – profesor, licențiat și doctor în litere și filosofie în Austria) și al Aristeei Vorobchievici, născută Manoliu (1876 - apr.1940). Tatăl - descendent al unei vechi familii bucovinene, iar mama - bârlădeancă. S-au căsătorit la 11 iunie 1895.
4 mai 1897 - Se naște al doilea copil al familiei, Victor (1897-1941) mai târziu doctor în drept la Paris. Suferă de inimă întreaga viață, cauză din care și moare destul de tânăr. 
cca 1901 - Familia se mută din Bârlad, unde tatăl era profesor, la Ploiești, după refuzul lui C.V. de a primi o catedră în București, conform tilului de doctor și studiilor. Până la moarte, în 1908, C.V. va funcționa ca profesor de germană la liceul Sf.Petru și Pavel din Ploiești.
1904 - Octav Vorobchievici începe cursul primar la Ploiești.
1908-1914 - O.V. urmează primele 6 clase de liceu la liceul Sf.Petru și Pavel din Ploiești.
oct. 1908 - Moare la Ploiești, în urma unei pneumonii, tatăl lui Octav Vorobchievici, profesorul Constantin Vorobchievici. (În fapt soția suferise un avort, iar el, într-o pauză a alergat acasă pentru a se convinge că e bine. Era vânt, a transpirat și a răcit foarte puternic. Pneumonie. În lipsa antibioticelor, boala îi va fi fatală.)
august 1914 - Declanșarea primului război mondial. România se declară neutră. O.V. se înscrie la Școala de Ofițeri din București, răspunzând astfel, după puterile lui, momentului istoric și sfaturilor tatălui său dispărut, care și-a educat fiii într-un puternic simțământ patriotic.
1 iulie 1916 - Octav Vorobchievici primește întâia tresă de ofițer.
august 1916 - România intră în război alături de Antantă, declarând război Imperiului Austro-Ungar, în speranța întregirii țării.
15 august 1916 - Octav Vorobchievici cade grav rănit pe câmpul de bătaie de la Turtucaia. Ca prin minune nu-și pierde piciorul, care era cât pe ce să-i fie amputat într-un spital militar din București. După ieșirea din spital revine pe front.
31 dec. 1916 - În noaptea de ajun, după ce a parcurs Dobrogea, câmpia, subcarpații, trece cu rămășițele regimentului său ialomițean prin Bârladul natal, prin fața porții sorei mamei lui, soția lui Vasile D. Vasiliu – fratele prefectului de atunci al județului Tutova, Grigore Vasiliu. Nu îndrăznește să intre nici măcar în curte, jenat de murdărie și păduchi, deși se aflau acolo mama și fratele lui. Aceștia au aflat mult mai târziu de această grozavă ispravă a tânărului de 20 de ani…
primăvara 1917 - După secerătorul tifos exantematic din cumplita iarnă a lui 1917, care nu l-a ocolit nici pe Octav Vorobchievici, regimentul pleacă din tabăra vasluiană Scânteia spre sud, unde va participa la bătălia de la Mărășești.
toamna 1917 - Primește a doua tresă de ofițer. Face parte din Regimentul 63/79 Infanterie.
Noaptea de 17-18 sept. 1917 - Octav Vorobchievici conduce un pluton de patrule și capturează doi prizonieri.
25 oct.-7 nov. 1917 - Se află la Bârlad într-o permisie pentru fapta de mai sus (mai târziu va fi decorat pentru ea).
25 ian. 1918 - Primește ordinul Coroana României cu spade și titlul de Cavaler (“făcând parte din din Regimentul 63/79 Infanterie, pentru curajul și iscusința cu care a condus plutonul de patrule, capturând și prizonieri, în noaptea de 17-18 sept. 1917”).
1919 - După război devine instructor la Școala Militară de Ofițeri de Infanterie “Principele Carol” din Sibiu.
1920 - Apare lucrarea Armata noastră și ceea ce trebuie să facem pentru ea,  Chișinău, 48 pag. 
21 sept.1922 - Se căsătorește cu Lucia Pârvanovici, fiica lui Theodor și Maria Pârvanovici, din Pitești. Th.P. era cofetar și avea în Pitești o proprietate mare, pe str. Teiuleanu 13, precum și o vie de 3,5 ha la Văleni Podgoria - Argeș. Provenea dintr-o familie boierească veche, care, cu 3 generații în urmă, venise din Serbia și se stabilise în Pitești. O parte din familie a rămas în Bulgaria. Un descendent era profesor de limba franceză la Universitatea din Sofia după cel de al doilea război mondial. Lucia Pârvanovici (7 feb.1901-7 apr.1987) s-a despărțit de Octav Vorobchievici după 22 de ani de căsătorie. Au rămas însă în relații foarte bune și au trecut în neființă amândoi în aceeași zi, la interval de 5 ore.
~ iulie 1923 - Aflată la Paris, mama lui O.V., Aristeea V., în urma unui anunț în ziar, îi cunoaște la legația Afghanistanului pe părinții reginei Soraya, soția regelui Amanullah al Afghanistanului. Tatăl suveranei era ministru de externe. Aceștia sunt de acord ca ea să-i însoțească la Cabul pentru a o îndruma pe regină asupra manierelor, obiceiurilor și îmbrăcăminții europene. Timp de 5 ani, Aristeea V va trăi la curtea regală afghană și, în 1928 va face o călătorie pe 3 continente cu regele, regina și o mare suită. Vor vizita India, Egipt, Italia, Franța, Anglia, Germania, Polonia, Rusia, Persia, Turcia. La revenirea la Cabul, în toamna anului 1928, poporul s-a răsculat împotriva tendin-țelor de modernizare impuse de suveran. După o perioadă de rezistență, regele și familia se refugiază în Italia și nu va mai reveni niciodată în Afghanistan. Memoriile Aristeei din acești ani fabuloși, intitulate Caravana afghană, crezute pierdute timp de 60 de ani, au fost găsite de nepotul ei, ing. Vladimir Vorobchievici în anul 2002 și publicate în foileton în revista de cultură Axioma din Ploiești în 16 numere în perioada 2004-2005 și în volum în anul 2006.
15 sept.1923 - Căpitanul Octav Vorobchievici primește medalia Victoria a marelui război pentru civilizație 1916-1921. 
1 oct. 1923 - Se naște la Pitești, în casa din str. Teiuleanu 13 a familiei Pârvanovici, fiica lui Octav Vorobchievici și a Luciei Vorobchievici, botezată Octavia-Ana.
ian…feb 1924 - Familia se mută la Câmpulung Muscel, la garnizoana orașului și locuiește în gazdă la părinții lui Leonard, celebrul tenor. Acesta o plimba în brațe pe micuța Octavia, spre disperarea mamei ei, care îl știa grav bolnav de plămâni, cauză din care marele artist va și muri, în dec. 1928.
martie 1924 - Octav Vorobchievici este transferat la garnizoana de la Ismail, în calitate de căpitan, regimentul 28 Infanterie.
16 apr. 1925 - Primește ordinul Coroana României în gradul de ofițer, regimentul 28 infanterie Ismail.
1926 - Apare piesa de teatru Drumul codrului, 24 pag., scene de război. A fost jucată de prieteni și membrii familiei.
1927-1928 - Octav Vorobchievici urmează cursurile Școlii Superioare de război din București. Președintele comisiei de admitere este generalul Ion Antonescu, care va fi și director de studii pe perioada acestei școlarități În perioada 1927-28, O.V. locuiește cu familia în cartierul Lemaître, pe str. Elena Cuza, cu chirie la un cizmar, om foarte harnic și cumsecade. Condițiile de locuit sunt extrem de modeste. 
23 iulie-23 august 1928 - Ion Antonescu va merge cu elevii lui într-o călătorie în Polonia. (În 1931, O.V. își va publica impresiile în volumul Polonia, vecina necunoscută de la miazănoapte).
toamna 1928 - Recomandat de generalul Ion Antonescu și în urma unui concurs, O.V. devine bursier al Ecole Militaire din Paris. Familia va locui o scurtă perioadă în centru, într-un apartament extrem de luxos, apoi pe rue Vaugirard și, în fine, la Meudon Val Fleuri, în sud-vestul Parisului, întrucât fetița avea probleme de sănătate. În acea vreme, indemnizația unui elev străin la prestigioasa școală era la nivelul soldei unui general francez… 
feb. 1929 - Revine din Afghanistan Aristeea Vorobchievici, mama lui Octav. 
10 mai 1929 - Prin Decretul nr. 1451 din din 7 mai, Octav Vorobchievici este numit maior.
19-31 mai 1929 - Octav Vorobchievici face o călătorie pentru tactica generală – Stat Major – pe timpul studiilor în Franța. (În 1931 își va publica impresiile în volumul Între Verdun și luminișul Armistițiului)
2 august 1930 - O.V. primește Brevetul de la Ecole Militaire în urma terminării studiilor.
toamna 1930-toamna 1931	Octav Vorobchievici se află în garnizoana Sibiu, împreună cu familia. Vor locui cu chirie la familia Schiau, pe str. Rațelor nr.1 (azi str. Moș Ion Roată, în centrul orașului).
toamna 1931 - O.V. devine ofițer de stat major în Marele Stat Major al armatei române, al cărui șef este generalul Ion Antonescu. Familia Vorobchievici locuiește cu chirie în București pe Bd. Cuza nr.55, iar din toamna lui 1934 într-un apartament cumpărat de soție și sora acesteia, Ortansa Pârvanovici, în Șos. Ștefan cel Mare nr. 218, bloc E, etajul I, apartament naționalizat în 1950 de regimul comunist, ca și casa din Pitești și via din Văleni Podgoria. Ambele apartamente vor fi demolate în anii 70 - 80.
toamna 1931 - Octav Vorobchievici devine redactor la România Militară, colaborator la Adevărul literar, Revista fundațiilor, etc. Este membru fondator al Asociației scriitorilor militari.
1931 - Apare volumul Doi ani de garnizoană la Paris, Sibiu, Tiparul Școlii de Infanterie, 250 pagini. Descrie perioada oct. 1928 - aug. 1930 în care a urmat cursurile prestigioasei Ecole Militaire, cu multe incursiuni în istoria Franței și a Parisului.
1931 - Apare lucrarea Educația ostășească în unitate.
1931 - Apare volumul Între Verdun și luminișul Armistițiului, Tiparul Școlii Speciale de Cavalerie, Sibiu, 250 pagini (Subintitulat “Pe urmele bătăliilor din 1914-1918 cu un grup de ofițeri a 13 armate, colegi la Școala Superioară de război din Paris, în vara lui 1929”).
1931 - Apare lucrarea Polonia, vecina necunoscută de la miazănoapte, București, Tiparul Școlii de Război, 51 pagini. (Note din călătoria Școlii Superioare de război române în Polonia, în vara anului 1928).
1933 - Apare volumul Arta comandamentului în război, București, 111 pagini.
1933 - I se publică O forță militară pentru Societatea națiunilor, București, 19 pagini. Este un extras din conferința ținută la Marele Stat Major la 14 noiembrie 1933. Societatea Națiunilor este actualul ONU. Articolul prezintă argumentele pro și contra ideii constituirii unei armate proprii acestui organism internațional. 
1934 - Apare volumul Noaptea minaretelor, la Editura Cartea Românească, 190 pagini. Timp de 30 de zile, în intervalul august-septembrie 1934, a parcurs în lung și în lat cadrilaterul, încercând să descrie viața turcilor din orașe și din sate, obiceiurile, istoria lor acolo.
1934 - Apare volumul Hotar de țară, Ed. Cartea Românească, 255 pagini, roman de război. Acțiunea, în mare parte autobiografică, narată chiar la persoana întâia, se petrece în primul război mondial, într-o fortăreață de pe malul Nistrului, la hotarul cu Rusia Sovietică. Se încheie odată cu sfârșitul războiului, cu trecerea refugiaților și statornicirea hotarului. Trebuia să urmeze și un volum al II-lea.
5 dec. 1935 - I se acordă maiorului Octav Vorobchievici din Marele Stat Major Semnul Onorific pentru serviciul militar de 25 de ani sub drapel românesc.
1935 (de cercetat când a apărut revista) - Fondator și redactor al revistei Lumea militară ilustrată, organ al Asociației scriitorilor și autorilor militari români, revistă în redacția căreia lucrează până la plecarea în Peninsula Iberică.
În nr. 6-7 (iulie-august 1935) publică articolul Supremația puterii politice, pag.51-61 (ar trebui cercetată colecția revistei).
1937 - Apare lucrarea Banatul, Tipografia Bucovina, 115 pag. Monografie foarte completă a acestui pământ românesc.
1937 - Apare volumul La noi în Bucovina, Editura Bucovina, 350 pagini. Ilustrat de verișoara lui, desenatoarea și sculptorița Mariana Crețu- Medeleni, cartea este o minunată frescă a istoriei și sufletului acestui sfânt pământ românesc.
1937 - O.V. este trimis ca observator militar al războiului generalilor din Spania, apoi curând este acreditat atașat militar regal în Portugalia.
1 august 1938 - Este acreditat atașat militar regal în Spania și Portugalia
1 sept. 1938 - Călătorește de la Hamburg la Lisabona cu vasul Cap Arcona (care pleacă apoi spre Buenos Aires).
17 aug. 1939 - Locotenent-colonelul O.V. devine Cavaler de Onoare al Ordinului Militar Saint Lazare de Jerusalim.
12 oct. 1939 - “Ilustrul locotenent-colonel O.V. devine Cavaler, Comandant de Onoare al Ordinului Militar Saint Lazare de Jerusalim”.
ian. 1940 - Octav Vorobchievici devine atașat militar regal al României la Berlin.
aprilie 1940 - Moare mama lui, Aristeea Vorobchievici (1876-1940).
iunie 1940 - În timp ce se afla la post în Germania este avansat colonel, se pare cel mai tânăr din armata română.
1940 - Membru al Academiei de Științe din România, Secția Militară.
1 sept.1940 - Este rechemat în țară, la împlinirea celor 3 ani de stagiu în străinătate, prevăzuți ca limită pentru un ofițer.
toamna 1940 - Octav Vorobchievici primește comanda regimentului 53 infanterie-fortificații, destinat liniilor de cazemate dintre Focșani și Adjud. Dotarea regimentului este foarte proastă, provenind din primul război mondial…
iulie 1941 - Trece Prutul în fruntea regimentului, pe la Oancea-Cahul. Se deplasează spre nord – Soroca, Hotin și trece Nistrul pe la Rezina Rîmnița, îndreptându-se spre Razelnaia, Balta, apoi spre Nicolaev pe Bug, unde regimentul rămâne o perioadă. Apoi se deplasează la Ociakov, unde primește ordin de apărare a sectorului maritim. Regimentul va rămâne la Ociakov și după ce O.V. este mutat, în vara lui 1943. La Ociakov soldații construiesc, după desenele și indicațiile comandantului lor, o capelă în stil bucovinean, pe care o sfințesc și în care unii dintre ei s-au cununat, și-au botezat copiii, etc. Și pe restul traseului sovietic regimentul a deschis biserici, care fuseseră închise de bolșevici.
august 1941 - Moare, de o maladie cardiacă, fratele lui Octav Vorobchievici, Victor, avocat, doctor în drept la Paris, un spirit fascinant, așa cum îl descriu fără excepție cei care l-au cunoscut (n.1897). Rămân după el soția lui, dr. în științe medicale Elena Vorobchievici, medic ginecolog și fiul lor, viitorul ing. Vladimir Vorobchievici. Aflat pe front, O.V. nu poate veni la înmormântarea fratelui său.
29 iulie 1942 - Octav Vorobchievici primește Steaua României cu Spade, ca ofițer, cu panglică de Virtute Militară, pentru faptele de arme din timpul războiului (pe frontul de răsărit).
1943 - Apare volumul Omul primei linii, Ed. Informația zilei, colecția “O nouă trăire”, București, 150 pagini. Lucrarea conține eseuri privind condiția ostașului în fața jertfei pentru țară.
1943 - Apare lucrarea Cantonament în Ucraina, 19 pagini.
1943 - Publică piesa de teatru Păcat pentru păcat, comedie, 8 pagini.
vara 1943 - Octav Vorobchievici este chemat de la Ociakov și i se dă comanda Centrului anticar de la Dadilov.
decembrie 1943 - Începe divorțul soților Vorobchievici. Fiica lor, Octavia-Ana se căsătorise la 25 mai 1941 cu Alexandru Posescu, pe atunci conferențiar la Catedra de Istoria filosofiei din Universitatea București, fost asistent și colaborator apropiat al profesorului și filosofului P.P. Negulescu.
30 martie 1944 - Se transcrie divorțul, în ultima zi de valabilitate. Parcă fiecare a așteptat de la celălalt să se răzgândească. Sentimentele de prietenie și respect reciproc au rămas intacte între cei doi.
11 apr. 1944 - Octav Vorobchievici este numit Comandant de Brigadă, în fruntea celor 3 regimente de infan-terie ale Diviziei a 8-a, aflată pe frontul Moldovei (sector Oancea, pe Prut).
după 23 august 1944 - Alături de maiorul sovietic Serafimovici, pe lângă mari unități roșii, acționează pentru obținerea de drumuri libere, din Munții Vrancei spre părțile sedentare, de unde, reorganizate, să poată trece la operațiunile de eliberare împotriva zvasticii. Astfel s-a grăbit recuperarea câtorva mari divizii române. (Aceasta este relatarea lui, scrisă în anii 70. În șoaptă povestea că rușii s-au purtat foarte urât cu soldații români în munți, hărțuindu-i și făcându-le mari neajunsuri, drept care, după război, Octav Vorobchievici s-a internat cu melenă și ulcer perforat într-un spital din Craiova). Serafimovici a fost primul ostaș sovietic intrat în București ca prieten, după ruperea cu nemții.
29 martie 1945 - Pe baza Decretului 988 din 29.03.45 și pe baza Legii 186 din 1945, Octav Vorobchievici este scos din rândurile armatei, pentru îndeplinirea condițiilor păcii și este trecut în rezervă, împreună cu alți mulți ofițeri. Deschide în București, pe str. Edgar Quinet, o librărie particulară cu numele Cenușăreasa,împreună cu un membru al familiei. Locuiește tot acolo, într-o cameră în spatele librăriei. 
1946 - Octav Vorobchievici o cunoaște pe Virginia Gheorghiu, fiica unui fost negustor bogat din Roșiorii-de-Vede, Teleorman. Ea fusese căsătorită și la acel moment era divorțată de colonelul Irescu, medic militar, cu care a avut 2 copii: un fiu (mort pe când era școlar, într-un accident la internatul școlii) și o fiică, Tinela Irescu, viitoare profesoară de fizică. Cei doi copii rămăseseră la soț după divorț.
11 oct. 1946 - Octav Vorobchievici se căsătorește cu Virginia Gheorghiu la Roșiorii-de-Vede și se mută acolo, în casa soției, din str. Anna Ipătescu 13, unde a rămas până la moarte. Familia o duce greu, neavând nici un venit constant.
după circa 1 an- Octav Vorobchievici primește pensie de fost ofițer. 
24 mai 1948- i se naște la București nepoata Alexandra-Manuela Posescu (care va deveni prima femeie doctor în Geodezie din România (4 martie 1999), profesor universitar la Universitatea Tehnică de Construcții București).
febr. 1951 - Octav Vorobchievici este arestat și anchetat sub acuzația de “criminal de război” pentru activitatea pe frontul de răsărit. A fost de fapt “procesul regimentului”. Tânărul procuror Petre Roșca îl găsește nevinovat și îl eliberează.
27 martie 1951 - Octav Vorobchievici este din nou arestat și închis la Jilava. Este anchetat în stare de arest. Rămâne arestat până la procesul, care a fost lung. În toată perioada de temnițe un element esențial l-a constituit fidelitatea până la sacrificiu a foștilor săi subalterni Petre Berneagă (avocat de profesie, care cum a aflat de arestare s-a prezentat la Tribunalul Suprem, a luat contact cu procurorul-anchetator, și-a girat numele și libertatea și a refuzat să plece până ce n-a fost asigurat că procesul va fi corect…) și Niculae Alexandrescu (fostul adjutant al lui Octav Vorobchievici, locotenent și apoi căpitan, care în închisoare s-a lăsat torturat de nenumărate ori în locul comandantului său, din devotament și respect pentru acesta).
1953 - Are loc procesul. Procurorul Jeles, fost magistrat la Giurgiu, deși are îndoieli, cere condamnarea, deși cunoaște oricine că în justiție îndoiala conduce la achitare. Condamnarea: 20 de ani de temniță grea. Este încarcerat la Jilava, Gherla, Poarta Albă, Aiud, Craiova. 
noiembrie 1955 - Octav Vorobchievici este amnistiat, împreună cu alți “criminali de război”. Revine la Roșiorii-de-Vede la soția lui, îngrozitor de slab și bolnav. 
febr. 1956 - I se redeschide procesul, la Tribunalul Militar, sub acuzația de “dușman al clasei muncitoare”. Este chemat de urgență de la Roșiori la București. Îngrozită că va fi reținut din nou, fiica lui, Octavia-Ana Posescu apelează la vecinul de palier din Șos. Ștefan cel Mare 218, dentistul evreu Martin Hartenstein, care își scoate puloverul de pe el și i-l dă lui Octav Vorobchievici. Gestul acesta nici unul din familie nu-l va uita. Completul de judecată, foarte tânăr, inclusiv procurorul, pregătește probabil o amânare. Are pe masă un dosar cu documente cât o evanghelie, plus volumele publicate de Octav Vorobchievici. Acesta, vorbind 15 minute, arată că nu are nimic de adăugat în apărarea lui, că nu are martori în plus, nici alt apărător decât cel ales din oficiu în 1953. Impresionat de elocința vorbitorului și oarecum dezorientat de situație, după o scurtă deliberare, completul de judecată se retrage, anunțând că sentința se va da pe 15 februarie.
15 febr. 1956 - Sentința tribunalului Militar: nevinovat, achitat, deci scos de sub acuzație și repus în toate drepturile civile și militare. Octav Vorobchievici nu are încă pensie, iar soția lui nu găsește nicăieri de lucru. Cei doi trăiesc din ajutorul vecinilor inimoși și din mica grădină din spatele casei.
vara-toamna 1956 - Câteva luni Octav Vorobchievici primește pensie, care i se suspendă apoi ca fost atașat militar… Soția se angajează casieră la Farmacia din centrul orașului.
1957 - Octav Vorobchievici primește din nou pensie, de astă dată pentru tot restul vieții.
1968 - Ministerul Forțelor Armate îi conferă colonelului în retragere Octav Vorobchievici Virtutea Ostășească clasa I și… îi trimite acasă o ladă plină cu sticle de șampanie…
1956…1987 - Scrie, scrie, mii de pagini. Ascultă Radio Europa Liberă. Încearcă să publice. De peste tot primește refuzuri politicoase
7 apr. 1987, ora 23.30 - Moare la Roșiorii-de-Vede, după ce 23 de zile a refuzat să mănânce. În aceeași zi, fosta lui soție, Lucia Pârvanovici, murea la București, la ora 17, după 3 săptămâni de suferință în urma unei fracturi duble de col de femur. Nu au știut nimic unul de celălalt în aceste 3 săptămâni.
… și după
7 aprilie 1990 - Ziarul Teleormanul Liber publică articolul Octav Vorobchievici – un simbol al competenței și demnității, semnat de redactorul șef B. Schmidt.
29 mai 1990 - La Muzeul de Istorie al Orașului București, Manuela Nicolae-Posescu prezintă conferința Evocare - Octav Vorobchievici
1 iulie 1990 - Aceeași conferință este susținută la Gălănești, în cadrul Congresului Societății Bucovina.
August 1990 - Revista Viața Armatei publică la rubrica Profil articolul Colonelul Octav Vorobchievici, semnat de Manuela Nicolae-Posescu.
1990 - Revista Basarabia și Bucovina publică, în nr. 10-12/90, articolul Octav Vorobchievici, semnat de Manuela Nicolae-Posescu.
8 feb. 1991 - Ziarul Teleormanul Liber, în cadrul rubricii Pro Basarabia și Bucovina publică articolul Octav Vorobchievici – un nume pentru filiala Teleorman, semnat de redactorul șef  B. Schmidt. Cu această ocazie se anunță că filiala Teleorman a Asociației va purta numele O.V.
apr. 1991 - Revista Viața Armatei publică articolul Firul cel tainic al camaraderiei (O poveste despre un comandant și subordonații săi) de Dan Ozeranschi și articolul Amintiri cu inima îndurerată, de Petre Berneagă. În același număr al revistei apar o notă biografică și două poezii de Octav Vorobchievici.
4 sept. 1991 - Ziarul Teleormanul Liber publică articolul Alexandru Posescu și Octav Vorobchievici, semnat de prof. Ion Deboveanu.
decembrie 1992 - Revista de Istorie Militară nr.6/92, în ciclul Dezvăluiri publică articolul Un om al datoriei - Octav Vorobchievici, de istoricul dr. Dumitru Preda.
februarie 1993 - Revista de Istorie Militară nr.1/93 continuă ciclul cu articolul Hotare și măști (I), selecție din volumele cu același nume, îngrijită de ist. dr. Dumitru Preda.
aprilie 1993 - (idem, în revista nr. 2/93), Hotare și măști (II)
iunie 1993 - (idem, în revista nr. 3/93), Hotare și măști (III)
mai 1994 - (idem, în revista nr. 1+2/94), Hotare și măști (IV)
ian-mart.96 - În nr. 5 al revistei Iconar a Institutlui privat Bucovina-Basarabia, din Rădăuți apare articolul Evocare - Octav Vorobchievici, de Manuela Nicolae-Posescu.
martie 1996 - Institutul de Cercetări al Academiei Româno-Americane, Mannheim, Germania, multiplică balada Vedea-Vedița de O.V. și 2 articole semnate de Petre Berneagă și Manuela Nicolae-Posescu.
13 martie 1996 - Ziarul Teleormanul publică articolul Vedea-Vedița sau dragostea de neam, semnat de Paul Șerbănescu.
ian. 1997 - În Dicționarul biobibliografic al Județului Teleorman, autor Stan V. Cristea, la pag.724-725 este prezentat O.V.
iulie 1997 - Revista de cultură Steaua nr.7, Cluj, publică articolul  Cu Lucian Blaga în Portugalia, de Octav Vorobchievici, cu notă biografică de Constantin Cubleșan.
iulie-sept.1997 - Revista de cultură  Cele trei Crișuri din Oradea (nr. 7-9/97) publică Balada Vedei, culeasă de Octav Vorobchievici.
oct.-dec. 1997 - Aceeași (nr. 10-12/97) publică articolul Evocare - Octav Vorobchievici, de Manuela Nicolae-Posescu.
1997 - În volumul Personalități ale gândirii militare românești de col. Petre Out, Ed. Academiei de Înalte Studii Militare, București, la pag.282-289 este prezentat O.V.
mai 1998 - În revista Pașii profetului din 6-9 mai, a Festivalului internațional LUCIAN BLAGA, Lancrăn, Constantin Cubleșan publică articolul Cu Blaga în Portugalia – memorialul lui Octav Vorobchievici.
mai 1998 - În revista Caietele Lucian Blaga 1895-1998, editată de Societatea culturală LUCIAN BLAGA, cu ocazia Zilelor LUCIAN BLAGA – Cluj Napoca / Paris mai 1998, Constantin Cubleșan prezintă o scurtă biografie O.V. și un fragment din lucrarea Cu Lucian Blaga în Portugalia.
1998 - În revista Manuscriptum nr.1-2/1998, la pag. 71-72, ist.dr. Dumitru Preda semnează articolul Octav Vorobchievici – un om dăruit scrisului, iar la pag. 173-178, sub titlul La Lisabona cu Lucian Blaga sunt prezentate fragmente din lucrarea Cu Lucian Blaga în Portugalia.
1998 - Revista de cultură Steaua nr.7-8/98, Cluj, la pag. 104-106 publică un fragment din  manuscrisul Cu Lucian Blaga în Portugalia, de O.V.
2000 - În volumul Lucian Blaga – amiaza focului, Ed. Altip Alba Iulia, volum de “clipe recuperate” din viața și opera maestrului, îngrijit de Ion Mărgineanu, se publică integral manuscrisul Cu Lucian Blaga în Portugalia trimis revistei Steaua de O.V. în anul 1981.
martie 2001 - Publicația săptămânală Drum nr. 12(156) din 23-29 martie 2001, editată de Primăria Municipiului Roșiorii de Vede prezintă la pag.7 articolul Oameni care au fost – colonelul O.V., semnat de Argentin St. Porumbeanu.
2005 - Apare volumul Cu Lucian Blaga în Portugalia, Ed. Grinta Cluj-Napoca, 106 pag., cu o prefață de Constantin Cubleșan.
2005 - În nr. 67 al revistei de cultură Tribuna din Cluj-Napoca, la pag.5-6, prof.univ.dr Ilie Rad, de la Facultatea de Jurnalistică a Univ. Babeș-Bolyai publică articolul Octav Vorobchievici: Cu Lucian Blaga în Portugalia, recenzia volumului.
2005 - În revista de cultură Tomis a Consiliului Local Municipal Constanța, la pag.60, Alina Spînu, la rubrica Memorial T publică articolul Papagalul lui Blaga, mort (de râs) și împăiat, recenzie a volumului apărut la Cluj-Napoca.
aprilie 2004-iulie 2005 (nr. 49-64) - Revista AXIOMA din Ploiești publică în foileton lucrarea Caravana afgană a Aristeei Manoliu Vorobchievici.
Aug.2005 (nr.65) - mai 2006 (nr. 74) - Revista AXIOMA din Ploiești publică în foileton lucrarea Cu Lucian Blaga în Portugalia de Octav Vorobchievici.
Sf.2006 - Volumul Caravana afghană de Aristeea Manoliu-Vorobchievici este editat la Tipopremier Ploiești. Prefața – Manuela Nicolae-Posescu.
14 oct.2011 - Lansarea volumului I Războiul Generalilor din Spania, 1936-1939, din trilogia Hotare și măști de Octav Vorobchievici, Ed. Cavallioti, București, ediție îngrijită de excelența sa dr.ist. Dumitru Preda, din 15 oct.2011 ambasador în Cuba. 7 feb.2018 - Lansarea volumului II - Cu Lucian Blaga în Portugalia (1938-39), din trilogia Hotare și măști, ediție îngrijită de excelența sa ambasador, prof.univ. dr.ist. Dumitru Preda. 2019 – Reeditare nuvela Cantonament în Ucraina, Editura Biblioteca “Miorița”, Câmpulung Moldovenesc, Ediție și Notă asupra ediției - Ion Filipciuc. Cuvânt înainte prof.univ.dr.ing. Manuela Nicolae-Posescu. 2020 – Articolul Familia Vorobchievici, mari cărturari bucovineni, în Revista Mesager bucovinean nr.3/4, autoare prof.univ.dr.ing. Manuela Nicolae-Posescu

## Volume publicate
- Armata noastră și ceea ce trebuie să facem pentru ea, Chișinău,1920, 48 pag
- Drumul codrului, 1926, 24 pag., Piesa de teatru, scene de război
- Doi ani de garnizoană la Paris, 1931, Sibiu, Tiparul Școlii de Infanterie, 250 pagini
- Educația ostășească în unitate, 1931
- Între Verdun și luminișul Armistițiului, 1931, Tiparul Școlii Speciale de Cavalerie, Sibiu, 250 pagini
- Polonia, vecina necunoscută de la miazănoapte, 1931, București, Tiparul Școlii de Război, 51 pagini
- Arta comandamentului în război, 1933, București, 111 pagini
- O forță militară pentru Societatea națiunilor, 1933, București, 19 pagini
- Noaptea minaretelor, 1934, Editura Cartea Românească, 190 pagini
- Hotar de țară, 1934, Ed. Cartea Românească, 255 pagini
- Banatul, 1937, Tipografia Bucovina, 115 pag
- La noi în Bucovina, 1937, Editura Bucovina, 350 pagini
- Omul primei linii, 1943, Ed. Informația zilei, colecția “O nouă trăire”, București, 150 pagini
- Cantonament în Ucraina, 1943, 19 pagini
- Păcat pentru păcat, 1943, piesă de teatru - comedie, 8 pagini
- postum: Cu Lucian Blaga în Portugalia, În vol. Lucian Blaga – amiaza focului, 2000, Ed. Altip Alba Iulia.
- postum: Cu Lucian Blaga în Portugalia, 2005, Ed. Grinta Cluj-Napoca, 106 pag.
- postum: volumul I Războiul Generalilor din Spania, 1936-1939 din trilogia Hotare și măști, 2011, Editura Cavallioti
- postum: volumul II, Cu Lucian Blaga în Portugalia, 1938-39, din trilogia Hotare și măști, 2016, Editura Cavallioti
- Reeditare nuvela Cantonament în Ucraina, Editura Biblioteca “Miorița”, Câmpulung Moldovenesc, 2019